# コーデリア・グレイ
コーデリア・グレイ（Cordelia Gray）は、架空の探偵。P・D・ジェイムズによる小説『女には向かない職業』、および、『皮膚の下の頭蓋骨』に登場する。

## 概要
推理小説家P・D・ジェイムズが発表した、『女には向かない職業』、『皮膚の下の頭蓋骨』の2長編に登場する22歳の私立探偵である。「コーデリア・グレイシリーズ」は「ダルグリッシュ警視シリーズ」の番外編であり、彼女は今の所わずか2長編にしか登場していないが、ひたむきに頑張る健気な姿から今なお読者の高い人気を得ている。

## 来歴

### 生い立ち
母親はコーデリアを産んで一時間で死亡、父親はアマチュア革命家。カトリックの修道院で6年間教育を受けた後、父親に引き取られて各地を連れ回された。

### 探偵としての活動
父親がローマで心臓病のため死去した後、イギリスに戻り、プライド探偵事務所に就職した。最初は秘書として働いていたが、探偵事務所の経営者であるバーニイ・G・プライドに探偵としての才能を認められ、探偵事務所の共同経営者となる。
しかしそのバーニイは医者に癌を宣告された事で手首を切り、自殺。コーデリアは彼が遺した38口径の拳銃と愛車のミニと共に「女には向かない職業だね」と言われても探偵事務所を切り盛りする事を決意する。
最初の事件では事件後の隠蔽工作を手伝わされたり、井戸にも落とされるなど散々な目にあったが、2作目からは探偵事務所の評判を上げる事に成功しており（と言っても猫などを探す探偵としてである）、便利屋から1週間単位で助手2人を雇えるまでに成長している。

## 人物
明るい茶髪と緑色の大きな目を持つ、相手に猫の様な印象を与える美人。性格は几帳面、真面目だがおしゃれ好き。スレンダーな体つきだが、内にしなやかさと強さを秘めている。

## 演じた俳優
- ヘレン・バクセンデイル（英語版）、『An Unsuitable Job for a Woman（英語版）』, ITV, イギリス）
  1. Sacrifice（1997年）
  2. A Last Embrace（1998年）
  3. Living on Risk（1999年）
  4. Playing God（2001年）

## 関連作品
P・D・ジェイムズの小説は多くのファンを獲得しており、知名度も高いことから、その後のフィクションにてパロディやパスティーシュとしてコーデリア・グレイが登場することも多い。。また、同作のサブタイトルには、「コーデリア・グレイ」シリーズの書名のパロディが用いられている
『名探偵コナン』に登場する灰原哀の名前は、コーデリア・グレイ（とV.I.ウォーショースキー）から取られている。